# 泰久寺駅
泰久寺駅（たいきゅうじえき）は、かつて鳥取県東伯郡関金町泰久寺（現・倉吉市関金町泰久寺） にあった、日本国有鉄道（国鉄）倉吉線の駅（廃駅）である。倉吉線の廃線に伴い、1985年（昭和60年）4月1日に廃駅となった。

## 歴史
- 1958年（昭和33年）12月20日：倉吉線の関金 - 山守間延伸に伴い、開業[1]。旅客営業のみ[1]。
- 1985年（昭和60年）4月1日：倉吉線の全線廃止に伴い、廃駅となる[1]。

## 駅構造
廃止時点で、単式ホーム1面1線を有する無人駅で、地上駅であった。ホームは、気動車2両編成ですらはみ出してしまうほどの短いものだった。
駅舎は待合室程度の質素なもので、改札はなくホームには駅舎を通らずに上がれる構造になっていた。

## 駅周辺
駅の裏手を鳥取県道45号線が通っている。倉吉線は泰久寺地区を横断するように通っていたものの、駅は同地区から数百メートルほど離れたところに設けられており、駅周辺には林や畑などしかなかった。
- 大久寺（泰久寺） - 泰久寺字奥条592番地[2]。
  - 神田神社 - 泰久寺632番地[3]。
- 狼谷溜池（大山池） - 泰久寺字開田・松河原
  - 大山池野営場
- 草幾山城 - 三浦氏、あるいは南条氏・小鴨氏の居城跡。
- 山守神社
- 鳥取県道45号倉吉江府溝口線
- 日交バス「泰久寺」停留所
- 山守トンネル

## 現状
待合室は撤去されたものの、ホームや駅名標の枠、レールが当時のままに放置されている。当駅と隣の山守駅には、字の部分が透けたアクリル板でできている全国的に珍しい駅名標が存在した。2014年（平成26年）現在、駅跡にはレプリカの駅名標が設置されている。

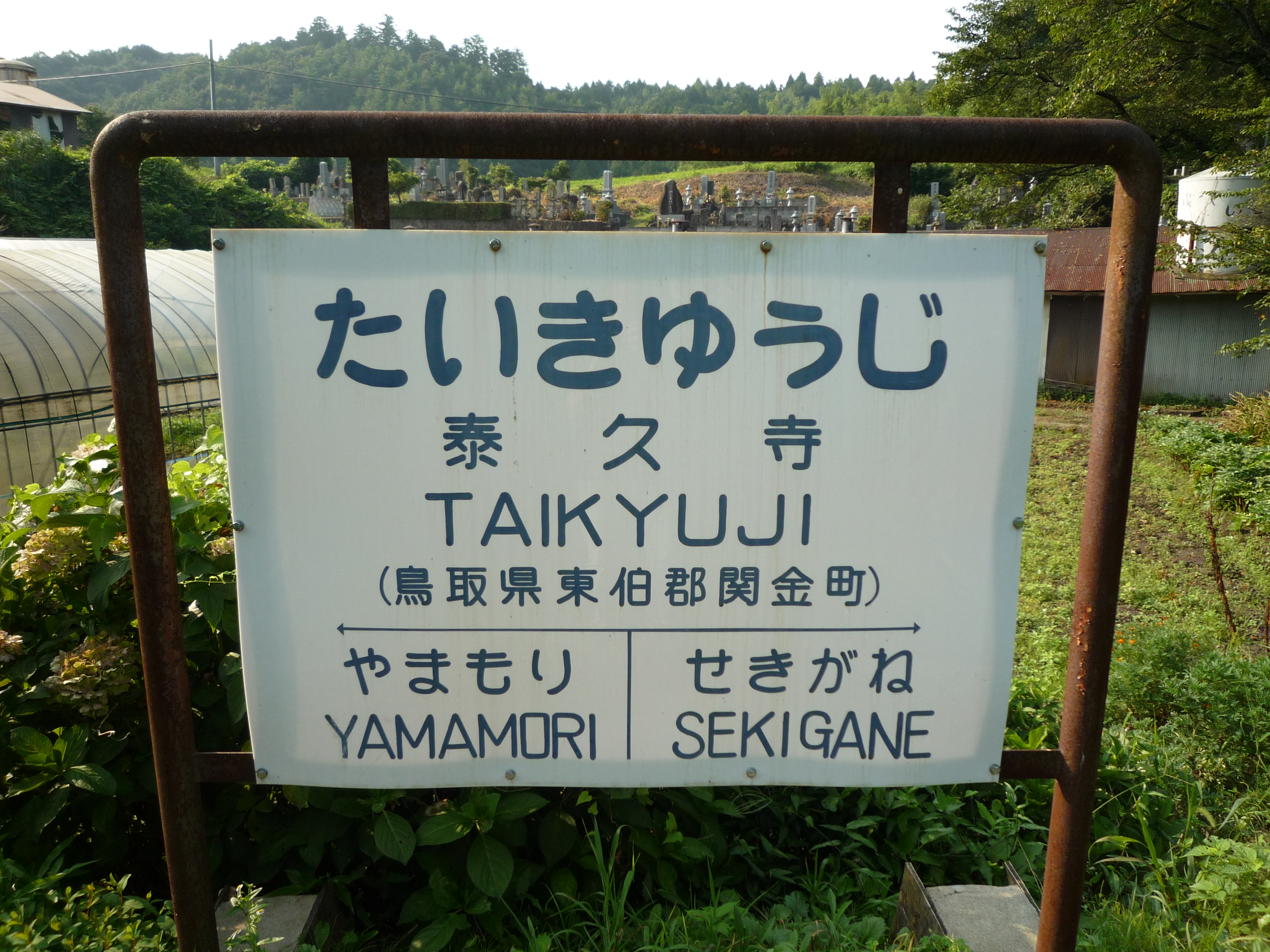
旧国鉄倉吉線廃線跡トレッキングのために設置された駅名標のレプリカ
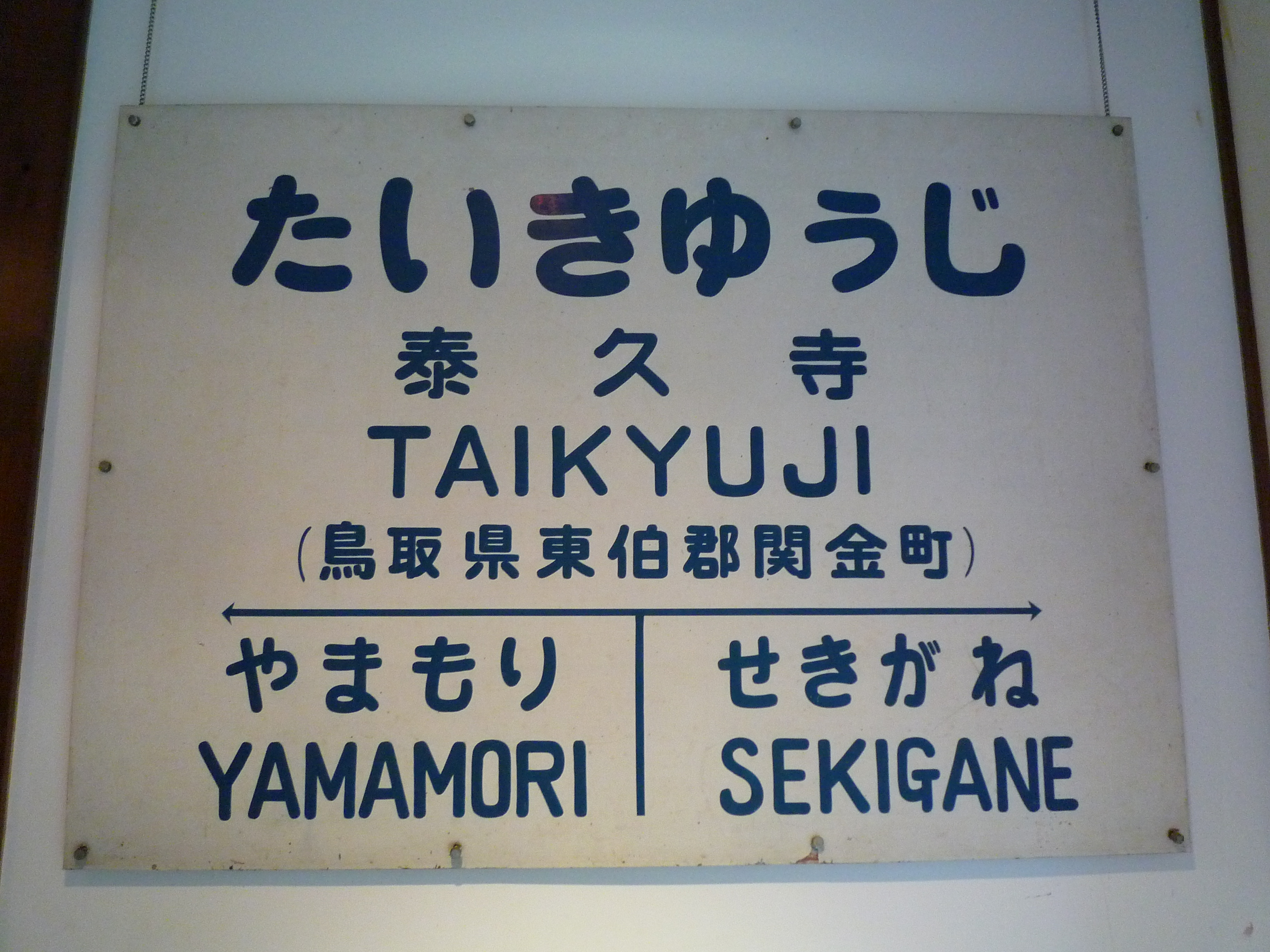
関金資料館に保存・展示されていた駅名標（アクリル板のものではない）

## 日本一美しい廃線跡
当駅跡から山守トンネル方面へ数十メートル進んだ廃線跡に木々が線路をまたいで伸びる所があり、その先には竹林が広がる。この2ヵ所は2019年11月27日にフジテレビ系列で放送した『世界の何だコレ!?ミステリー』で六角精児が廃線跡を旅する企画として放送された。同番組では「日本一美しい廃線跡」と呼ばれる場所として紹介され、SNSで話題となった。乗りものニュースは2021年7月25日に発表した記事ではこの光景を「竹林と廃線のフォトジェニックな景観」と評している。この廃線跡では地域活性化イベントとして「ウォーキングドッグデー」・「日本一美しい廃線跡まつり」・竹林のライトアップ（2023年11月11日初開催）などの各イベントを開催している。

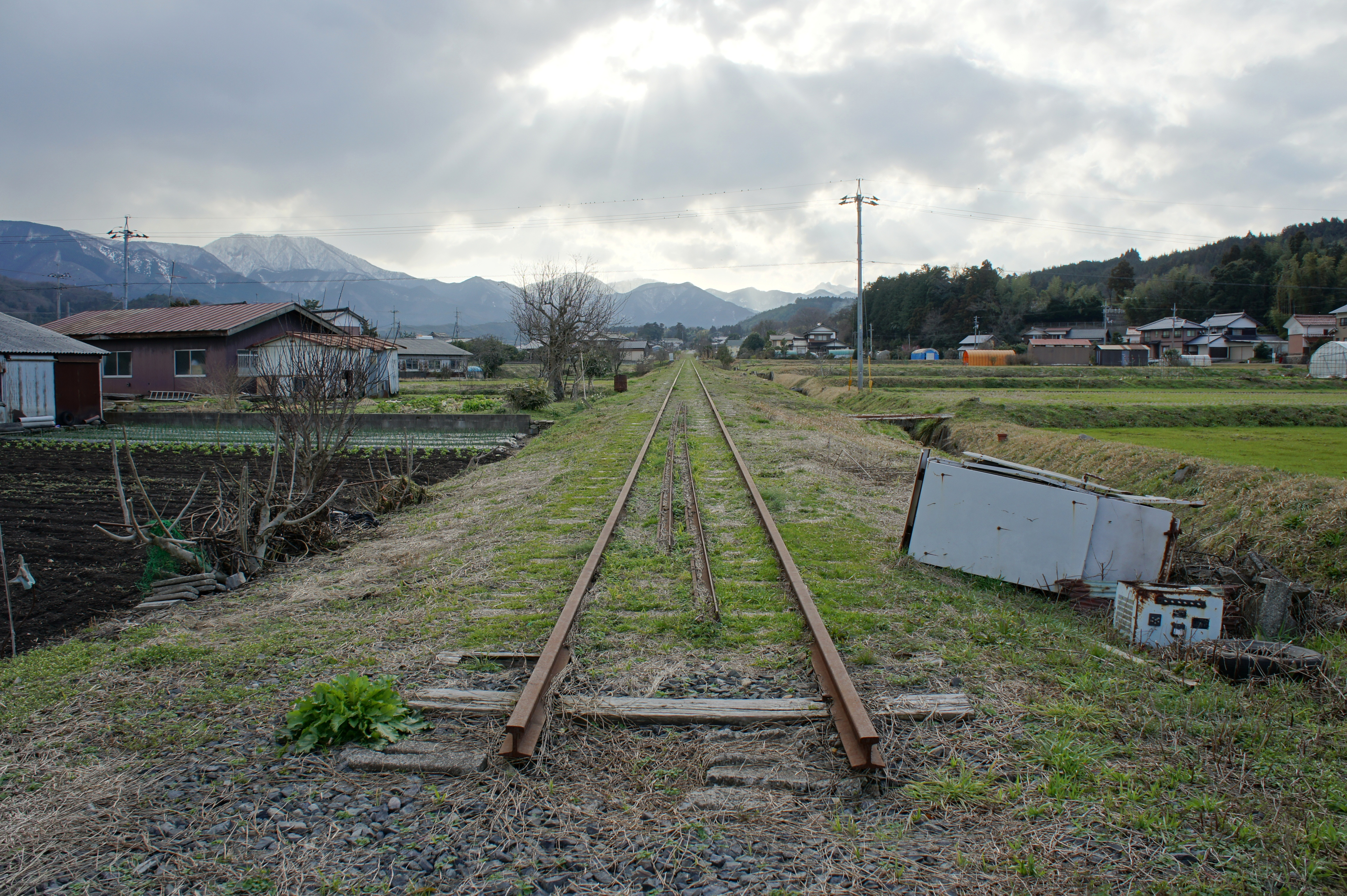
廃線跡（2011年3月、倉吉市関金町松河原（※泰久寺駅跡から倉吉方面へ少し進んだ所））
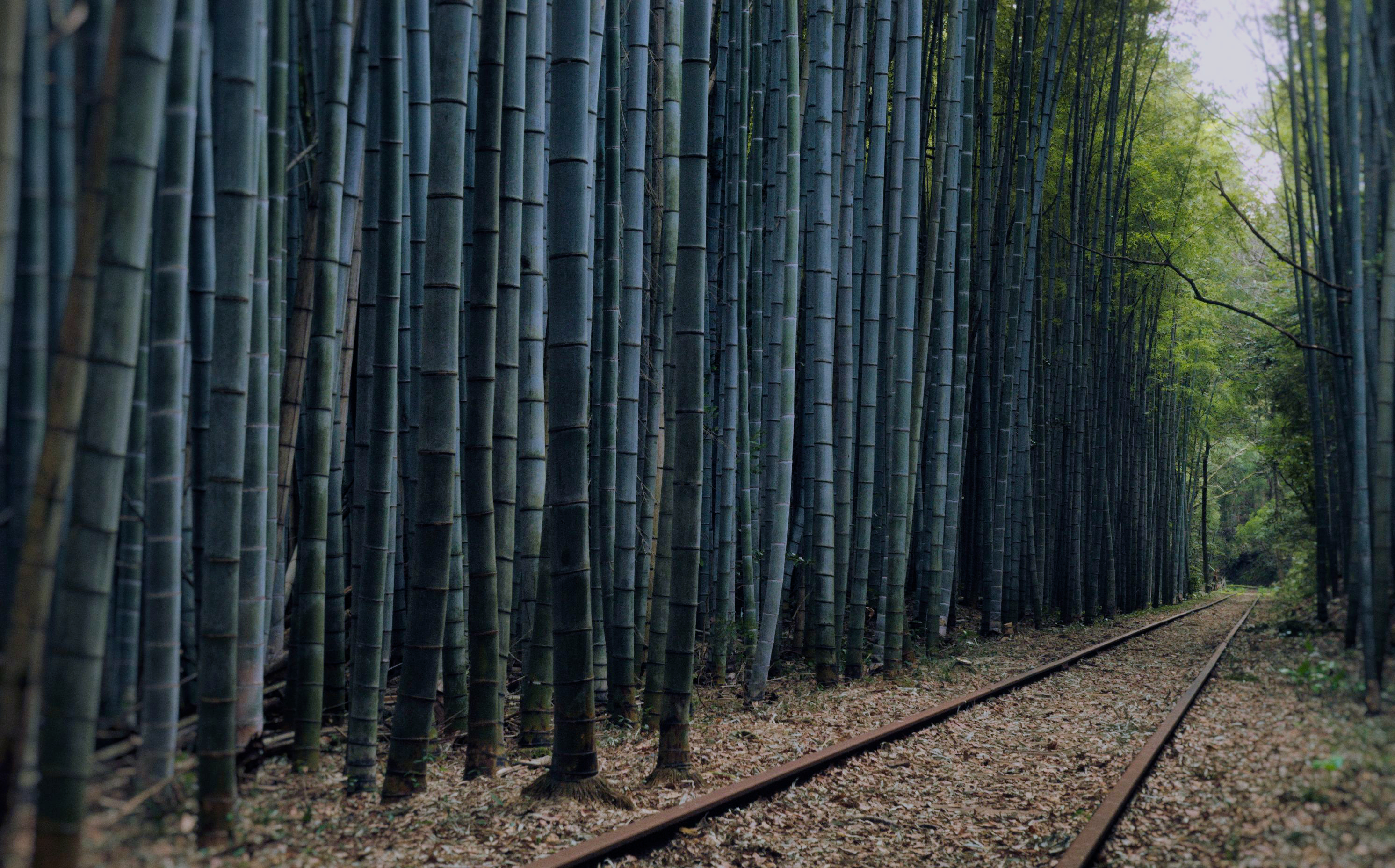
廃線跡と竹林（2017年4月）
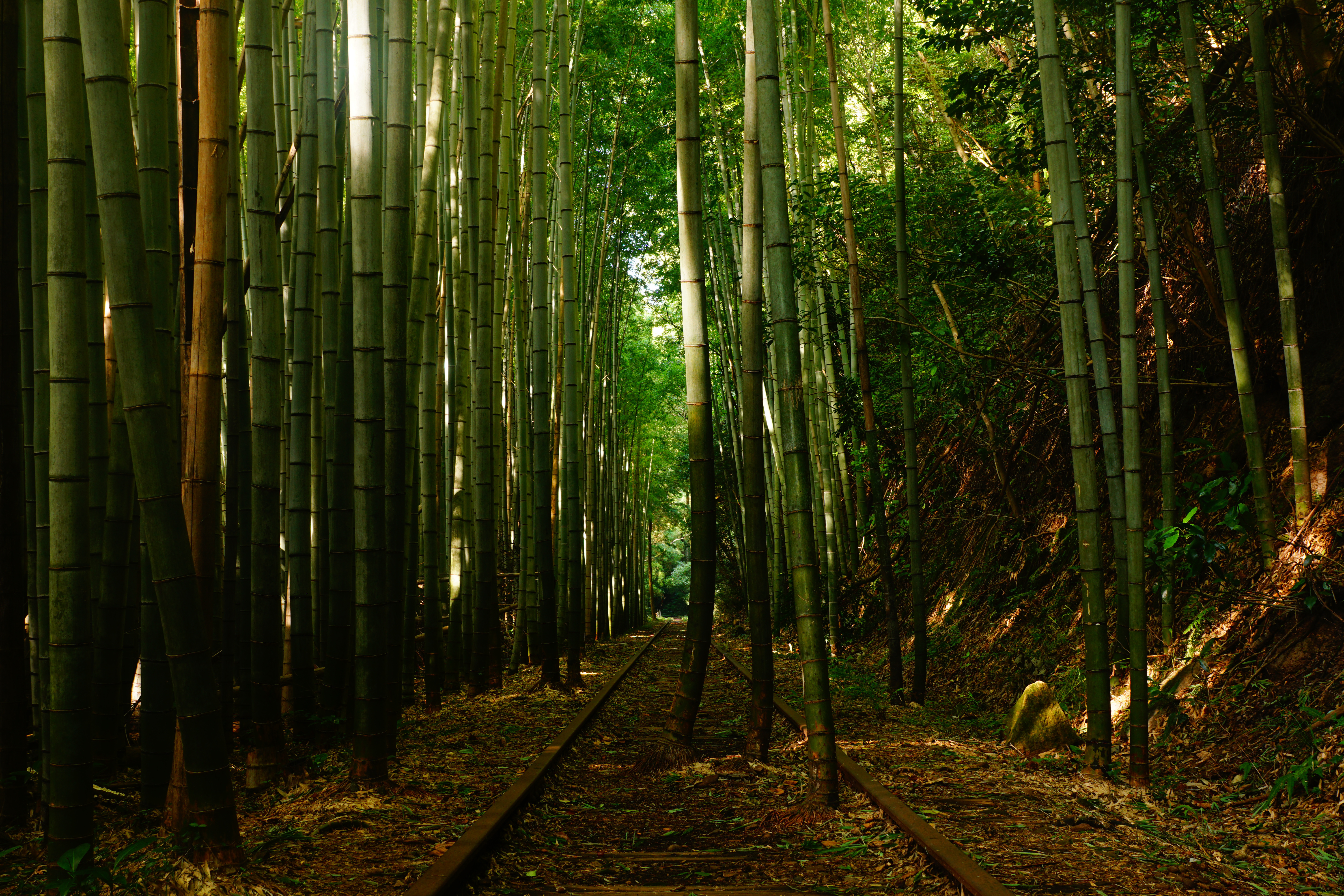
廃線跡と竹林（2019年10月）
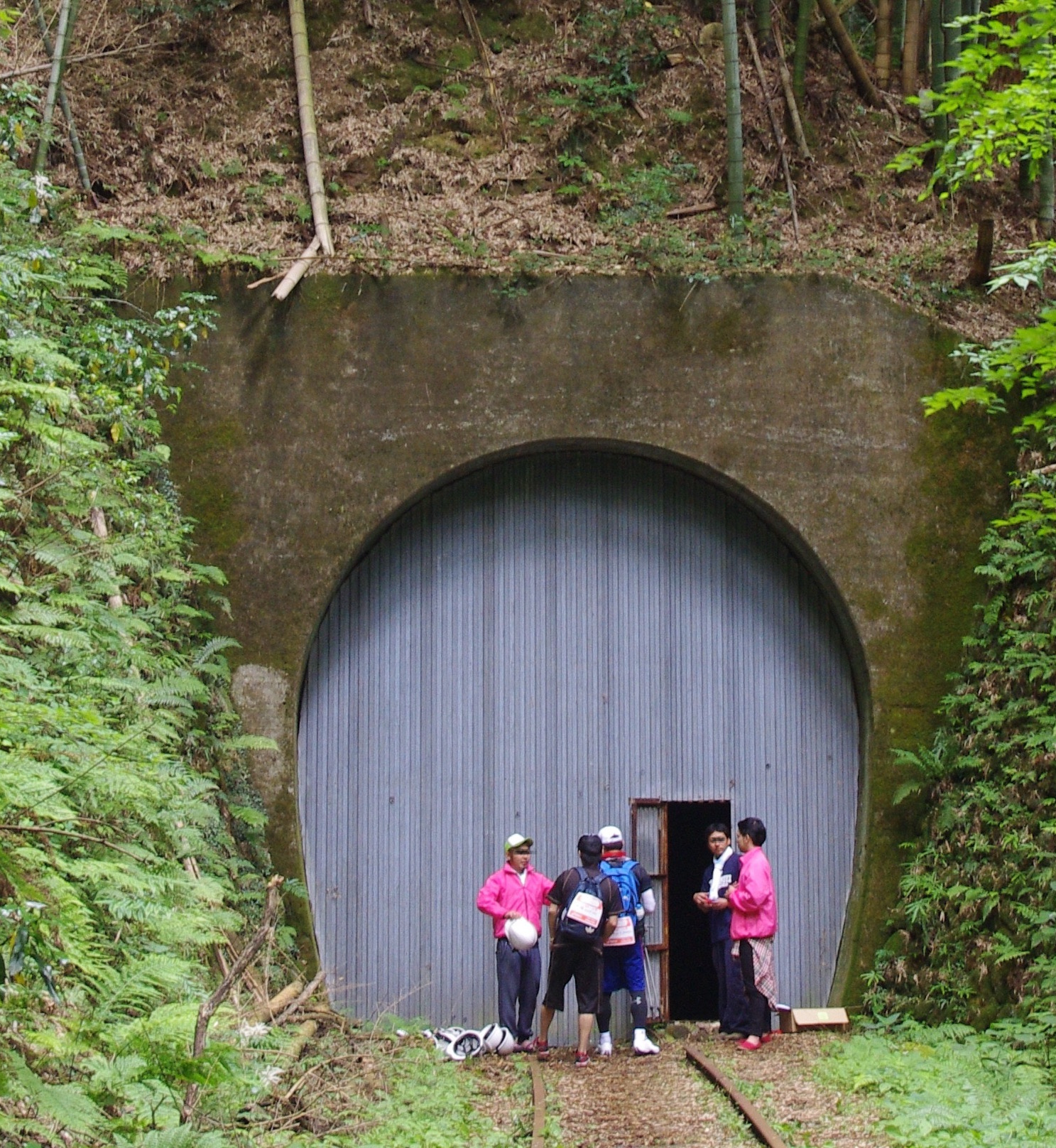
山守トンネル（2016年6月）

## 隣の駅
日本国有鉄道
倉吉線
関金駅 – 泰久寺駅 – 山守駅